# اختيار الدين محمد بن بختيار الخلجي
الملك الغازي اختيار الدين محمد بن بختيار الخلجي قائد تركي مسلم في القرن الثاني عشر، كان أحد قادة جيش محمد الغوري و قطب الدين أيبك بعده. قاد الفتوحات الإسلامية للمناطق الهندية الشرقية من البنغال وأجزاء من بيهار ونصب نفسه حاكمًا لهم. قام محمد الخلجي بتأسيس سلالة الخلجي في البنغال في بيهار عام 1193، ثم وسع دولته لتضم البنغال، مخضعاً حاكمها لكسمانا سنا.
اكتسب سمعة سيئة حين دمر الجامعة البوذية في نـَلـَنـْدة في بيهار عام 1193.

## غزو التبت
غادر بختيار خالجي بلدة دفكوت في عام 1206 لمهاجمة التبت، تاركًا علي مردان الخلجي في أوبازيلا غوراغات لحراسة الحدود الشرقية من مقره في باريسال. عانت قوات بختيار الخلجي من هزيمة كارثية على أيدي قوات حرب العصابات التبتية في وادي تشومبي، مما أجبره على التراجع إلى دفكوت ومعه حوالي مائة جندي فقط على قيد الحياة. كانت هذه أول هزيمة مخزية للخلجي. 

## موته
شن بختيار حملة فاشلة على التبت في عام 1206 وتم اغتياله عند عودته إلى البنغال على يد قائده علي مردان الخلجي.
ثم قام النبلاء الخلجيين بتعيين محمد شيران الخلجي خلفا لبختيار. انتقمت القوات الموالية بقيادة شيران الخلجي وسوبيدار أوليا خان لمقتل اختيار، وسجنت علي مردان الخلجي. في النهاية فر علي مردان إلى دلهي واستفز سلطان دلهي قطب الدين أيبك لغزو البنغال، الذي أرسل جيشًا بقيادة قيماز الرومي، حاكم أوده، للإطاحة بشيران الخلجي. هرب شيران إلى ديناجبور حيث توفي لاحقًا. 
ساعد غياث الدين أوده الخلجي في الغزو وتولى ولاية البنغال في عام 1208. ولكن بعد فترة وجيزة، سلم السلطة لعلي مردان طواعية، عندما عاد الأخير من دلهي في عام 1210. ومع ذلك، تآمر نبلاء البنغال ضد علي مردان واغتالوه في عام 1212. تولى أوده الخلجي السلطة مرة أخرى وأعلن استقلاله عن سلطنة دلهي.